# Príncipe Munetaka
El Príncipe Munetaka (宗尊親王 Munetaka Shinnō?, 15 de diciembre de 1242 - 2 de septiembre de 1274) fue el sexto shōgun del shogunato Kamakura de Japón; gobernó entre 1252 hasta 1266.
Fue el primer hijo del Emperador Go-Saga y estaba controlado por los regentes del clan Hōjō. Asumió el trono a los diez años, cuando el quinto shogun Kujō Yoritsugu fue depuesto y gobernó hasta los 24 años cuando también el clan Hōjō lo depuso al ser "muy mayor" para ser un gobernador títere. Posteriormente sería un escritor de waka.